# Eliptické funkce
Eliptické funkce jsou v matematické oblasti komplexní analýzy speciálním druhem meromorfních funkcí, které splňují dvě podmínky periodicity. Nazývají se eliptické funkce, protože pocházejí z eliptických integrálů. Tyto integrály byly poprvé zavedeny při výpočtu délky oblouku elipsy. Důležitými eliptickými funkcemi jsou Abelovy a Jacobiho eliptické funkce a Weierstrassova funkce. Další rozvoj této teorie vedl k hypereliptickým funkcím a modulárním formám.

## Definice
Eliptická funkce je taková meromorfní funkce {\displaystyle f}, pro kterou existují dvě komplexní čísla {\displaystyle \omega _{1},\omega _{2}\in \mathbb {C} },  lineárně nezávislá nad množinou reálných čísel, tak, že:
{\displaystyle f(z+\omega _{1})=f(z)} a {\displaystyle f(z+\omega _{2})=f(z)\quad \forall z\in \mathbb {C} }.
Eliptické funkce mají tedy dvě periody, a proto se také nazývají „dvojperiodické“.

## Abelovy a Jacobiho funkce
Adrien-Marie Legendre studoval eliptické integrály, a jeho práci poté rozvinuli Niels Henrik Abel a Carl Gustav Jacobi.
Abel uvažoval integrální lichou funkci rostoucí na intervalu {\displaystyle \langle {-{\tfrac {1}{c}}},{\tfrac {1}{c}}\rangle }:
{\displaystyle \alpha (x)=\int _{0}^{x}{\frac {dt}{\sqrt {(1-c^{2}t^{2})(1+e^{2}t^{2})}}}},
jejíž inverzí {\displaystyle x=\varphi (\alpha )} získal funkce:
{\displaystyle f(\alpha )={\sqrt {1-c^{2}\varphi ^{2}(\alpha )}}\ \ \ \ \ }{\displaystyle F(\alpha )={\sqrt {1+e^{2}\varphi ^{2}(\alpha )}}},
kde {\displaystyle c,e\in \mathbb {R^{+}} }.
Jacobi uvažoval integrální funkci:
{\displaystyle \beta (x)=\int _{0}^{x}{\frac {dt}{\sqrt {(1-t^{2})(1-k^{2}t^{2})}}}},
jejíž inverzí {\displaystyle x=\operatorname {sn} (\beta )} získal funkce  eliptický sinus (sn), eliptický cosinus (cn) a delta amplitudu (dn):
{\displaystyle \operatorname {cn} (\beta )={\sqrt {1-x^{2}}}\ \ \ \ \ }{\displaystyle \operatorname {dn} (\beta )={\sqrt {1-k^{2}x^{2}}}},
kde {\displaystyle 0<k<1}.